# Cmentarz mariawicki w Pabianicach
Cmentarz mariawicki w Pabianicach – nieistniejący obecnie cmentarz mariawicki w Pabianicach, który znajdował się w końcu ul. Trębackiej i Próżnej.

## Opis
W 1909 roku powstała mariawicka Parafia Przenajświętszego Sakramentu w Pabianicach, której założycielem był ks. Henryk Maria Jarzymowski. 22 listopada 1909 roku dokonał on zakupu ziemi pod cmentarz parafialny, który ulokowany był na tzw. Górkach Mariawickich. Cmentarz obsadzony był drzewkami i żywopłotem. Przy wejściu ustawiona była biała figurka Matki Boskiej.
2 stycznia 1913 roku odbył się pogrzeb Karola Hilda, będący pierwszym pochówkiem na tymże cmentarzu. W tym samym roku pochowano na cmentarzu jeszcze kolejnych 10 osób. W 1914 roku odbył się na cmentarzu zaledwie jeden pochówek, w 1915 było ich pięć, zaś w latach 1916–1918 odbyły się cztery pochówki. W okresie okupacji niemieckiej zakazano dalszych pochówków na terenie cmentarza, a w przypadku 9 grobów nakazano ekshumację ciał na cmentarz katolicki. Po II wojnie światowej, w 1945 roku na cmentarzu odbył się ostatni pochówek. Łącznie na cmentarzu pochowano 29 osób. Cmentarz przestał istnieć około 1955 roku, gdy zdecydowana większość pochowanych na nim osób została ekshumowana na inne cmentarze m.in. w Pabianicach, Piątku i Łodzi.
Ślady mogił widoczne były na cmentarzu do lat 70. XX wieku.